# Trenčianske Teplice
Trenčianske Teplice är en stad och kurort i distriktet Trenčín i regionen  Trenčín i västra Slovakien.

## Geografi
Staden ligger på 268 meters höjd och har en area på 10,45 km². Den har ungefär
4 200 invånare (2017).